# Patrick Reed
Patrick Nathaniel Reed, né le 5 août 1990 à San Antonio, est un golfeur professionnel américain évoluant sur le PGA Tour et sur le Tour européen PGA. En 2018, il remporte son premier tournoi du  grand chelem en s'imposant lors du Masters à Augusta.

## Carrière

### Carrière amateure
Après deux années passés en National Collegiate Athletic Association (NCAA) chez les Bulldogs de l'université de Géorgie, Patrick Reed défend les couleurs des Jaguars de l'université d'Augusta, remportant à deux reprises le Championnat NCAA, en 2010 et 2011. Durant cette période, il est invaincu lors des matchs-plays.

### Carrière professionnelle

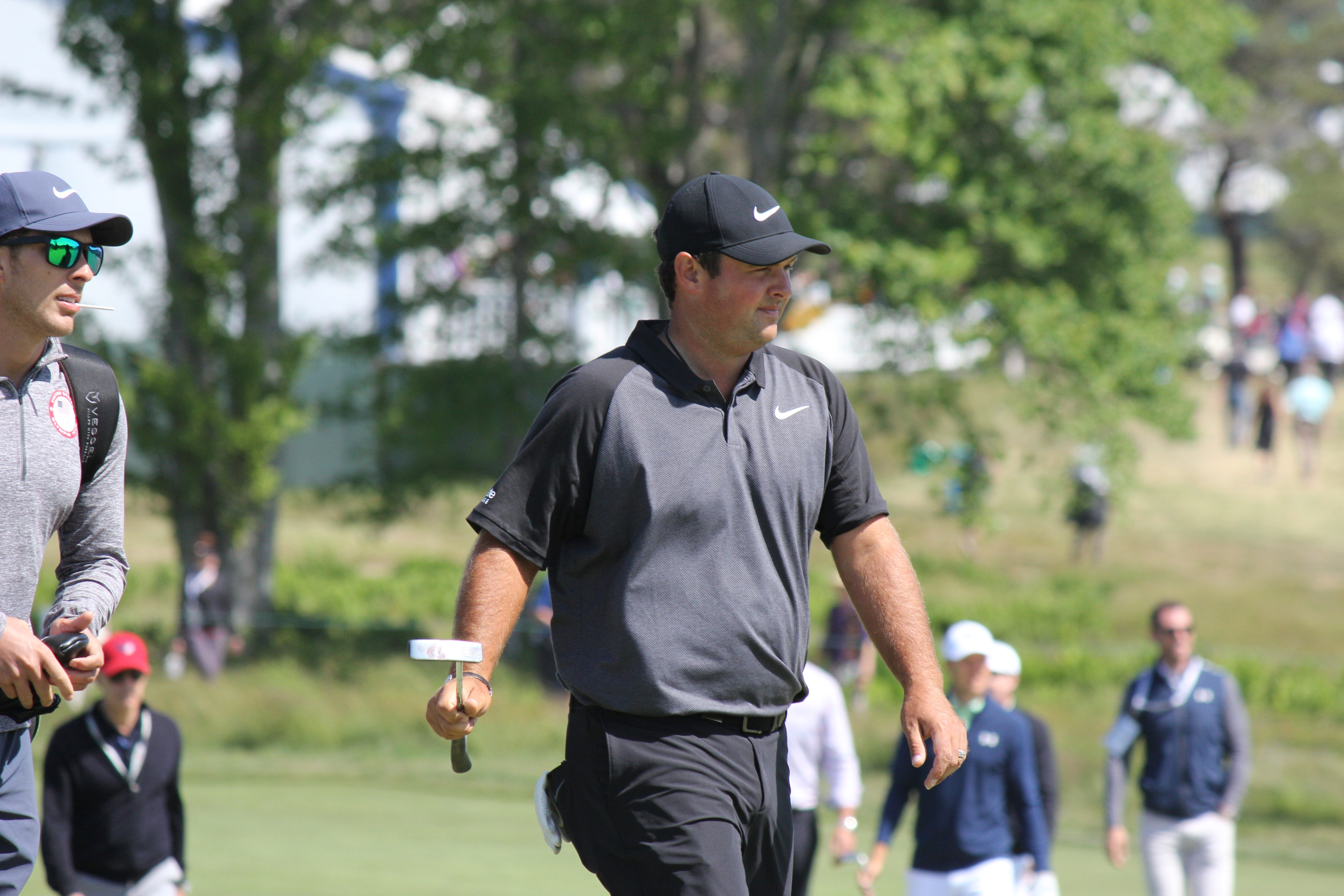
Patrick Reed à l'US Open de 2018

Patrick Reed passe professionnel en 2011 après la fin du Championnat NCAA de golf masculin. Il obtient sa carte de jeu pour la saison 2013 du PGA Tour en prenant la 22e place du tournoi de qualification 2012.   
Pour ses débuts sur ce circuit, il remporte sa première victoire professionnelle sur le Wyndham Championship en battant Jordan Spieth en playoff.   
Il s'impose sur deux nouveaux tournois en 2014, le Humana Challengeet le WGC-Cadillac Championship.  
Grâce à ces résultats, il obtient sa sélection dans l'équipe américaine pour la Ryder Cup 2014. Malgré la défaite de son équipe, il fait des débuts très remarqués dans la compétition en remportant 3,5 points sur les quatre parties qu'il dispute.
À partir de la saison 2015, il est également membre du Tour Européen PGA. Pendant cette saison il remporte sa quatrième victoire professionnelle sur le Tournoi des champions Hyundai.  
En 2016, il remporte le Barclays, un tournoi comptant pour les playoffs de la Fedex Cup. Cette victoire lui assure une deuxième sélection au sein de la sélection américaine pour la Ryder Cup. Lors de cette édition disputée à Chaska dans le  Minnesota, remportée finalement sur le score de 17 à 11 par l'équipe américaine, il est le joueur rapportant le plus de points à son équipe avec 3,5 points.
En avril 2018, il réussit des scores de 69, 66 et 67 lors des trois premiers tours du Masters à Augusta, occupant la tête du classement à l'issue de ce troisième tour. Lors du quatrième tour, il ne parvient pas à obtenir un quatrième score en dessous de 70, ce qui n'a jamais été réussi au Masters, mais grâce à un birdie sur le trou numéro 15, puis trois pars, il réussit à conserver la tête pour s'imposer de un coup d'avance face à Rickie Fowler et deux face à Jordan Spieth, auteur d'une carte de 64 sur ce tour.

## Victoires professionnelles (6)

### Majeur (1)
| Numéro | Dates        | Tournoi | Score           | Au par | Deuxième      | Marge sur le deuxième |
| ------ | ------------ | ------- | --------------- | ------ | ------------- | --------------------- |
| 1      | 8 avril 2018 | Masters | 69-66-67-71=273 | −15    | Rickie Fowler | 1 coup                |

### PGA Tour (6)
| Numéro | Année           | Tournoi                       | Score           | Au par | Deuxième                      | Marge sur le deuxième |
| ------ | --------------- | ----------------------------- | --------------- | ------ | ----------------------------- | --------------------- |
| 1      | 18 août 2013    | Wyndham Championship          | 65-64-71-66=266 | −14    | Jordan Spieth                 | Playoff               |
| 2      | 19 janvier 2014 | Humana Challenge              | 63-63-63-71=260 | −28    | Ryan Palmer                   | 2 coups               |
| 3      | 9 mars 2014     | WGC-Cadillac Championship     | 68-75-69-72=284 | −4     | Bubba Watson, Jamie Donaldson | 1 coup                |
| 4      | 12 janvier 2015 | Tournoi des champions Hyundai | 67-69-68-67=271 | −21    | Jimmy Walker                  | Playoff               |
| 5      | 28 août 2016    | The Barclays                  | 66-68-71-70=275 | −9     | Emiliano Grillo, Sean O'Hair  | 1 coup                |
| 1      | 8 avril 2018    | Masters                       | 69-66-67-71=273 | −15    | Rickie Fowler                 | 1 coup                |

Play-off sur le PGA Tour (2–1)
| Numéro | Dates | Tournoi                       | Adversaire(s)              | Résultat                   |
| ------ | ----- | ----------------------------- | -------------------------- | -------------------------- |
| 1      | 2013  | Wyndham Championship          | Jordan Spieth              | Victoire après 2 trous     |
| 2      | 2013  | Tournoi des champions Hyundai | Jimmy Walker               | Victoire après 1 trou      |
| 3      | 2015  | Valspar Championship          | Sean O'Hair, Jordan Spieth | Spieth gagne après 3 trous |

## Sélection en équipe nationale
Professionnel
- Presidents Cup: 2015 (vainqueur), 2017 (vainqueur)
- Ryder Cup: 2014, 2016 (vainqueur), 2018